# Pinheiro Machado (Rio Grande do Sul)
Pinheiro Machado é um município brasileiro do estado do Rio Grande do Sul.

## Geografia

### Clima
Quanto ao clima, o município é subtropical ou temperado oceãnico (Cfb), com verões moderados, invernos relativamente frios (com grande ocorrência de geadas) e temperatura média anual de 16 °C. O mês mais quente é janeiro, com temperatura média de 21 °C, enquanto o mês mais frio é julho, com média de 11 °C. A pluviosidade média anual é de 1.380 mm, com chuvas regularmente distribuídas durante o ano.
Precipitações de neve, apesar de escassas, não são incomuns na cidade, podendo ocorrer (de forma mais significativa) cerca de uma ou duas vezes por década. As últimas nevadas significativas ocorreram em 4 de setembro de 2006 e em 5 de setembro de 2008, com queda de neve moderada durante o período da tarde. A neve no município ocorre esporadicamente, mas, geralmente, é muito leve. Nevadas com acumulações, ainda que pequenas, só ocorreram, na história recente, nos dias anteriormente citados.
No dia 2 de julho de 2025, a cidade registrou uma temperatura mínima de -9,1 °C. Esse valor foi registrado fora da rede oficial do INMET, mas é amplamente reconhecido por meteorologistas e veículos especializados por ter sido aferido com equipamentos confiáveis e em local propício ao resfriamento extremo (baixada rural, céu limpo e vento calmo).
| Dados climáticos para Pinheiro Machado (dados modelados) | Dados climáticos para Pinheiro Machado (dados modelados) | Dados climáticos para Pinheiro Machado (dados modelados) | Dados climáticos para Pinheiro Machado (dados modelados) | Dados climáticos para Pinheiro Machado (dados modelados) | Dados climáticos para Pinheiro Machado (dados modelados) | Dados climáticos para Pinheiro Machado (dados modelados) | Dados climáticos para Pinheiro Machado (dados modelados) | Dados climáticos para Pinheiro Machado (dados modelados) | Dados climáticos para Pinheiro Machado (dados modelados) | Dados climáticos para Pinheiro Machado (dados modelados) | Dados climáticos para Pinheiro Machado (dados modelados) | Dados climáticos para Pinheiro Machado (dados modelados) | Dados climáticos para Pinheiro Machado (dados modelados) |
| Mês                                                      | Jan                                                      | Fev                                                      | Mar                                                      | Abr                                                      | Mai                                                      | Jun                                                      | Jul                                                      | Ago                                                      | Set                                                      | Out                                                      | Nov                                                      | Dez                                                      | Ano                                                      |
| -------------------------------------------------------- | -------------------------------------------------------- | -------------------------------------------------------- | -------------------------------------------------------- | -------------------------------------------------------- | -------------------------------------------------------- | -------------------------------------------------------- | -------------------------------------------------------- | -------------------------------------------------------- | -------------------------------------------------------- | -------------------------------------------------------- | -------------------------------------------------------- | -------------------------------------------------------- | -------------------------------------------------------- |
| Média alta °C (°F)                                       | 27 (81)                                                  | 26 (79)                                                  | 24 (75)                                                  | 21 (70)                                                  | 18 (64)                                                  | 16 (61)                                                  | 15 (59)                                                  | 17 (63)                                                  | 18 (64)                                                  | 21 (70)                                                  | 23 (73)                                                  | 25 (77)                                                  | 20.9 (69.7)                                              |
| Média baixa °C (°F)                                      | 16 (61)                                                  | 16 (61)                                                  | 15 (59)                                                  | 12 (54)                                                  | 9 (48)                                                   | 7 (45)                                                   | 6 (43)                                                   | 8 (46)                                                   | 8 (46)                                                   | 11 (52)                                                  | 12 (54)                                                  | 14 (57)                                                  | 11.2 (52.2)                                              |
| Média precipitação mm (pol.)                             | 75 (2.95)                                                | 85 (3.35)                                                | 81 (3.19)                                                | 122 (4.8)                                                | 101 (3.98)                                               | 111 (4.37)                                               | 94 (3.7)                                                 | 84 (3.31)                                                | 118 (4.65)                                               | 119 (4.69)                                               | 109 (4.29)                                               | 94 (3.7)                                                 | 1 193 (46,98)                                            |
| Fonte: MeteoBlue                                         |                                                          |                                                          |                                                          |                                                          |                                                          |                                                          |                                                          |                                                          |                                                          |                                                          |                                                          |                                                          |                                                          |

### Distritos
| Distrito                | População |
| ----------------------- | --------- |
| Candiota                | 1200      |
| Pinheiro Machado (sede) | 10300     |
| Torrinhas               | 1500      |